# Sabrina Carpenter
Sabrina Annlynn Carpenter (Quakertown, Pensilvania, 11 de mayo de 1999) es una cantante, compositora, productora musical y actriz estadounidense.Obtuvo reconocimiento por primera vez como protagonista de la serie de Disney Channel Girl Meets World (2014-2017) y firmó con Hollywood Records, propiedad de Disney. Lanzó su sencillo debut, «Can't Blame a Girl for Trying» en 2014, seguido de cuatro álbumes de estudio: Eyes Wide Open (2015), Evolution (2016), Singular: Act I (2018) y Singular: Act II (2019); tres de sus sencillos, «Almost Love», «Sue Me», «Alien»,  y las más recientes, «Espresso», «Please Please Please» y «Taste» encabezaron la lista de canciones de clubes de baile de Estados Unidos.
Carpenter se mudó a Island Records en 2021 y lanzó el sencillo independiente «Skin», que se convirtió en su primera entrada en el Billboard Hot 100 de Estados Unidos. Su quinto álbum, Emails I Can't Send (2022), fue apoyado por el sencillo viral de TikTok «Nonsense» y el número uno del Pop Airplay de Estados Unidos «Feather». Abrió para Taylor Swift en el The Eras Tour en 2023 y logró un mayor éxito comercial con su sexto álbum Short n' Sweet (2024). Se convirtió en su primer álbum en debutar en la cima de la lista Billboard 200 de Estados Unidos y generó los sencillos número uno de Billboard Global 200 «Espresso» y «Please, Please, Please».
En su gira mundial «The Short n' Sweet Tour» se ha popularizado por momentos como cuando se quitaba al principio una toalla revelando un atuendo que era de un color o estampado diferente o también por las poses de Juno. 
Carpenter ha aparecido en películas como la comedia Adventures in Babysitting (2016), el drama sobre la mayoría de edad The Hate U Give (2018), el road drama The Short History of the Long Road (2019), el drama musical Clouds (2020) y el thriller Emergency (2022). También ha protagonizado las producciones de Netflix Tall Girl (2019), Tall Girl 2 (2022) y Work It (2020), de la cual fue productora ejecutiva. En Broadway, interpretó un papel principal en el musical Mean Girls (2020).

## Biografía
Sabrina Annlynn Carpenter nació el 11 de mayo de 1999 en Quakertown, Pensilvania, y se crio en 
East Greenville, Pensilvania. Sus padres son David y Elizabeth Carpenter, y tiene tres hermanas mayores, Sarah, Shannon y Cayla. Es sobrina de la actriz Nancy Cartwright, conocida por hacer el doblaje original del personaje Bart Simpson y de otros personajes, en la serie animada estadounidense Los Simpson.
Carpenter fue educada en casa. A los 10 años comenzó a publicar videos en YouTube donde se filmaba cantando. Es por eso que su padre le construyó un estudio de grabación para alimentar su pasión por la música. En 2011, cuando tenía 12 años, ocupó el tercer lugar en un concurso de canto, The Next Miley Cyrus Project, dirigido por la cantante y actriz Miley Cyrus.

## Vida personal
Carpenter mantuvo una relación con el actor Bradley Steven Perry entre 2014 y 2015.[cita requerida] Salió brevemente con el cantante Shawn Mendes en 2023.[cita requerida]
Carpenter comenzó una relación con el actor irlandés Barry Keoghan en diciembre de 2023. En diciembre de 2024, se informó que la relación había terminado.[cita requerida]
Compró una casa de $4.4 millones en el barrio de Hollywood Hills de Los Ángeles en 2023 y también posee una casa de $1.7 millones en el barrio de Northridge, comprada en 2018.[cita requerida] Ha alquilado un apartamento en el área del Distrito Financiero de la ciudad de Nueva York desde que escribió Emails I Can't Send.[cita requerida]

## Trayectoria

### 2011-2013: Primeros papeles de actuación

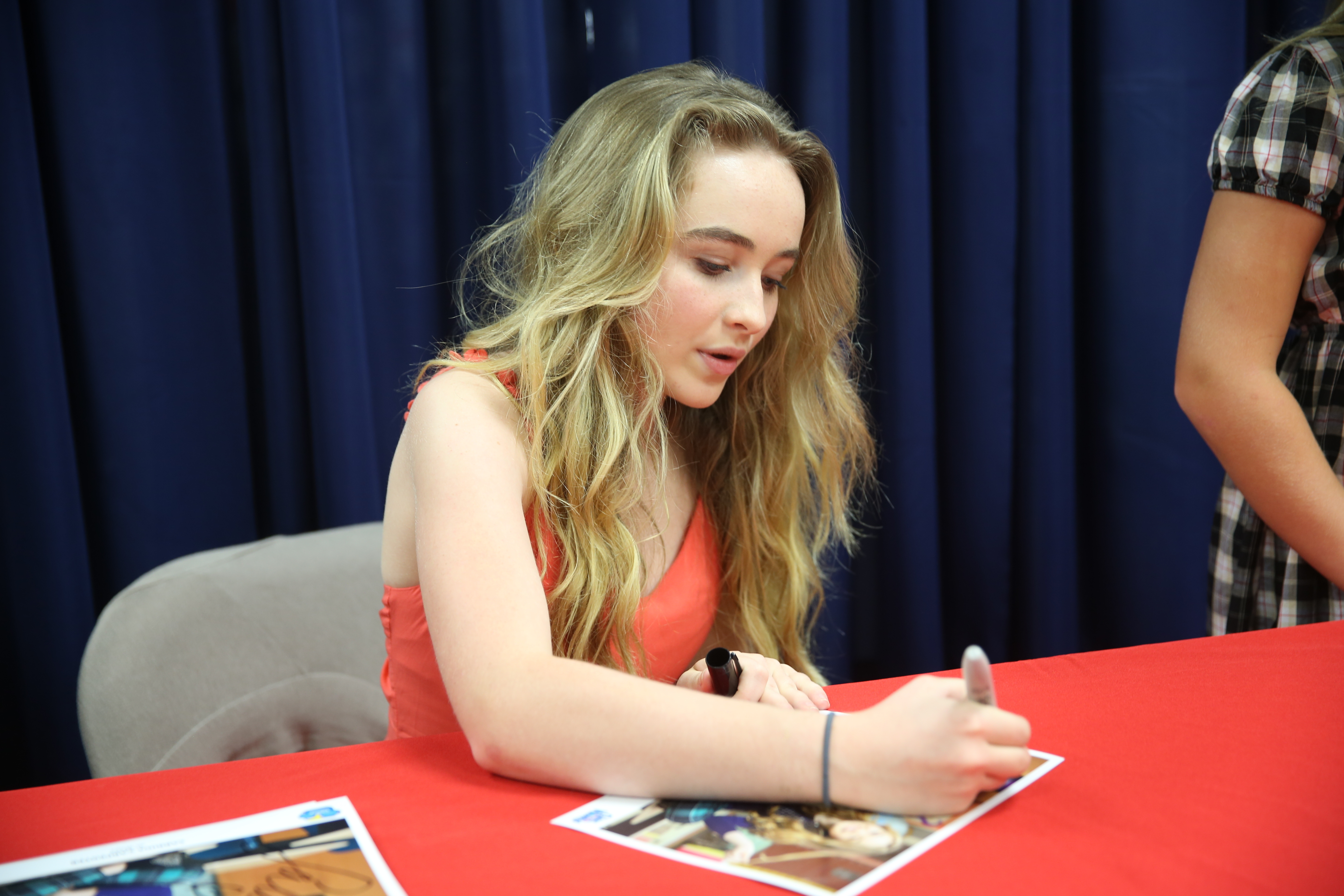
Carpenter en 2014.

El primer papel actoral de Carpenter fue en 2011 como invitado en la serie dramática de NBC Law & Order: Special Victims Unit. Casi al mismo tiempo, apareció en el festival Gold Mango Audience de la estación de televisión estatal china Hunan Broadcasting System, interpretando «Something's Got a Hold on Me». En 2012, Carpenter tuvo un papel recurrente en la serie de tres meses de Fox The Goodwin Games.
Apareció en la película Horns de 2013 e interpretó una canción, «Smile», para un álbum, Disney Fairies: Faith, Trust, and Pixie Dust; la canción apareció en Radio Disney. En Sofia the First, tuvo un papel recurrente como la princesa Vivian, en el que también interpretó la canción «All You Need» con la estrella del espectáculo Ariel Winter.

### 2015-2017:Eyes Wide OpenyEvolution
En enero de 2015, Carpenter lanzó el sencillo principal de su álbum de estudio debut, «We'll Be the Stars». Su álbum de estudio debut, Eyes Wide Open, fue lanzado el 14 de abril de 2015 y alcanzó el puesto 43 en el Billboard 200. El álbum es principalmente un álbum de teen pop con elementos de folk pop. Según Billboard, el álbum vendió más de 12.000 copias en su primera semana. Tras su lanzamiento, el álbum recibió críticas positivas y ganó dos Radio Disney Music Awards. El álbum fue seguido por un segundo sencillo, «Eyes Wide Open». En agosto, Carpenter actuó en la D23 Expo. En diciembre, Carpenter lanzó su segundo sencillo navideño, «Christmas The Whole Year Round».

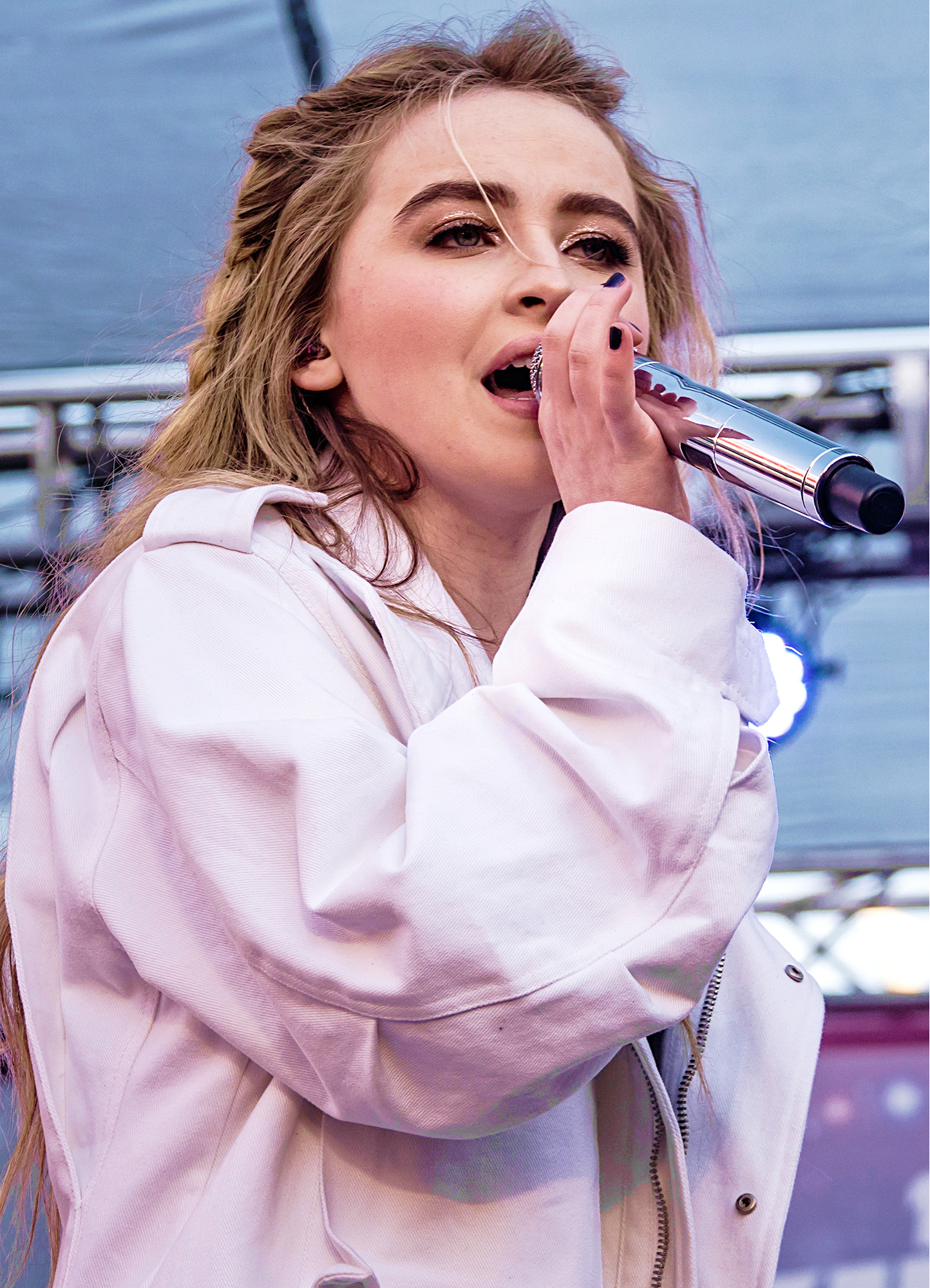
Carpenter actuando en vivo en el Jingle Ball en 2016.

En febrero de 2016, Carpenter lanzó el sencillo independiente titulado «Smoke and Fire». Interpretó la canción en los Radio Disney Music Awards 2016. En junio de 2016, Carpenter también protagonizó una película original de Disney Channel, Adventures in Babysitting (2016) junto a Sofia Carson. Para la película, las dos interpretaron juntos el tema principal, «Wildside». El mismo año, también apareció en una producción de Pasadena Playhouse de Peter Pan and Tinker Bell: A Pirate's Christmas. En agosto, Carpenter encabezó el festival Musikfest de Belén. También comenzó a expresar a Melissa Chase en Milo Murphy's Law.
En octubre de 2016, Carpenter lanzó su segundo álbum de estudio, Evolution, que debutó en el Billboard 200 en el puesto 28, vendiendo 13.000 copias en su primera semana. El álbum produjo dos sencillos, entre ellos «On Purpose» y «Thumbs», el primero de los cuales fue nominado a un premio Radio Disney Music Award, y el segundo alcanzó el puesto número uno en la lista Bubbling Under Hot 100 de Billboard y luego fue certificado platino por la Recording Industry Association of America (RIAA). Se lanzaron dos sencillos promocionales del álbum, incluidos «All We Have Is Love» y «Run and Hide». Carpenter interpretó «Thumbs» en The Today Show y Late Late Show with James Corden. Se embarcó en su primera gira de conciertos como cabeza de cartel, el Evolution Tour, en otoño de 2016.
En marzo de 2017, Carpenter interpretó el tema principal del programa de Disney Channel, Andi Mack. En mayo, Carpenter apareció en el sencillo «Hands» con The Vamps y Mike Perry. En julio, Carpenter lanzó el sencillo «Why», que recibió críticas positivas, y alcanzó el puesto 21 en el Billboard Bubbling Under Hot 100, convirtiéndose en su segunda entrada en la lista. También fue nominado a un premio Radio Disney Music. En el verano de ese año, Carpenter se embarcó en su segunda gira de conciertos, The De-Tour. También abrió para Ariana Grande en su gira Dangerous Woman Tour en São Paulo.
En octubre de 2017, Carpenter apareció en la canción «First Love» de Lost Kings. En diciembre, Carpenter lanzó una versión de «Have Yourself a Merry Little Christmas». Ese mismo año, también lanzó versiones de «Sign of the Times» y «You're a Mean One, Mr. Grinch» con la cantante británica Jasmine Thompson y la violinista Lindsey Stirling, respectivamente.

### 2018-2020:Singulary emprendimientos cinematográficos

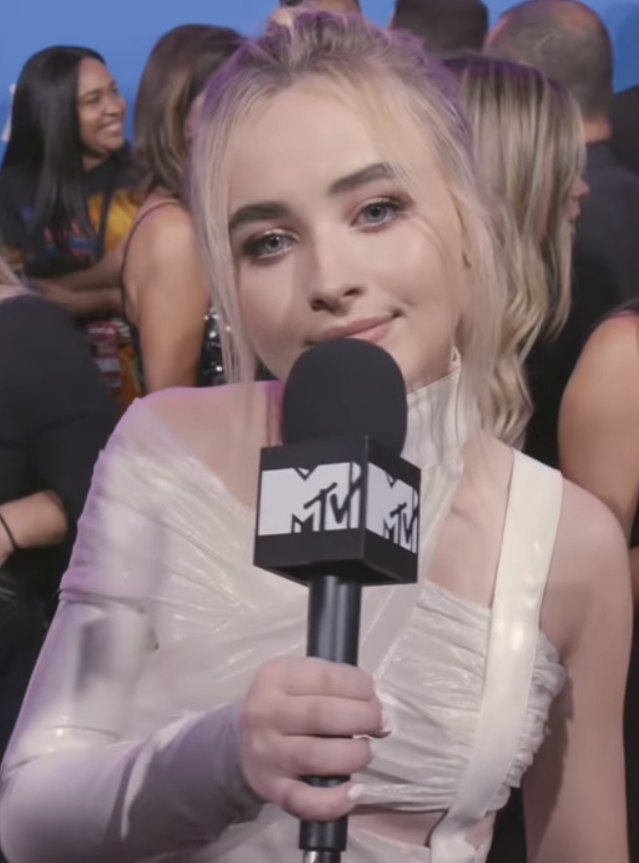
Carpenter en los MTV Video Music Awards 2018.

En marzo de 2018, Carpenter apareció en la canción «Alien» de Jonas Blue. La canción alcanzó el número uno en la lista Dance Club Songs y el número 12 en la lista Dance/Electronic Songs de Estados Unidos. El dúo también lo interpretó en Jimmy Kimmel Live!. En mayo, Carpenter fue incluida en «25 Gen Z'ers Changing The World» de la revista Nylon. En septiembre, Carpenter apareció en The Hate U Give, basada en la novela del mismo nombre.
El 9 de noviembre de 2018, Carpenter lanzó su tercer álbum de estudio, Singular: Act I, que recibió críticas positivas. Carpenter, que se lanzará como un solo álbum, anunció que el álbum se dividiría en dos actos y el segundo acto se lanzará a principios de 2019. El álbum obtuvo dos sencillos, «Almost Love» y «Sue Me», que alcanzaron el número uno en la lista Dance Club Songs de Estados Unidos. Dos sencillos promocionales también precedieron al álbum: «Paris» y «Bad Time». Carpenter promocionó el álbum en The Today Show, así como en Live with Kelly and Ryan.
En marzo de 2019, Carpenter se embarcó en su tercera gira de conciertos como cabeza de cartel, el Singular Tour. Ese mismo mes, Carpenter también apareció en el sencillo de Alan Walker, «On My Way», junto a Farruko. En junio de 2019, protagonizó la película dramática The Short History of the Long Road. La película tuvo su estreno mundial en el Festival de Cine de Tribeca y fue estrenada por FilmRise. Recibió críticas positivas y se elogió el papel de Carpenter.
El 19 de julio de 2019, Carpenter lanzó su cuarto álbum de estudio, Singular: Act II. El álbum recibió críticas positivas tras su lanzamiento y encontró a Carpenter explorando temas más personales que sus trabajos anteriores, incluidos temas de ansiedad y autorreflexión.. Se lanzaron tres sencillos para el álbum, incluidos «Pushing 20», «Exhale» y «In My Bed». Para promocionar el álbum, actuó en la serie de conciertos de verano de Good Morning America y lanzó un sencillo promocional titulado «I'm Fakin» antes del lanzamiento del álbum. En septiembre de 2019, Carpenter apareció en una película de Netflix, Tall Girl. Ese mismo año también participó en una adaptación cinematográfica de The Distance From Me to You. Ella protagonizará y producirá la película con su coprotagonista de Girl Meets World, Danielle Fishel.
En febrero de 2020, Carpenter lanzó un sencillo de R&B titulado «Honeymoon Fades» que fue recibido positivamente por la crítica. Un mes después, hizo su debut en Broadway en Mean Girls. El espectáculo cerró a mediados de mes debido al cierre de Broadway por la pandemia de COVID-19 y finalmente cerró permanentemente el 7 de enero de 2021. En mayo de 2020, interpretó «Your Mother and Mine» en el especial de televisión de ABC, The Disney Family Singalong Volume II. También tuvo un papel recurrente en Royalties, en el que interpretó «Perfect Song» para la banda sonora.
En julio de 2020, Carpenter lanzó el sencillo «Let Me Move You» para la película de Netflix Work It, en la que también protagonizó y fue productora ejecutiva. Su papel recibió críticas generalmente positivas. La banda sonora de la película incluía «Wow» de Zara Larsson, lo que llevó a Carpenter a participar en el remix de la canción, lanzado en septiembre de ese año. En octubre, Carpenter protagonizó la película de Disney+, Clouds, basada en la vida de Zach Sobiech. También contribuyó a la banda sonora de la película. En diciembre de 2020, Carpenter figuraba en la lista 30 menores de 30 de Forbes en la categoría de Hollywood y entretenimiento.

## Carrera musical

### 2014-2017: Comienzos musicales

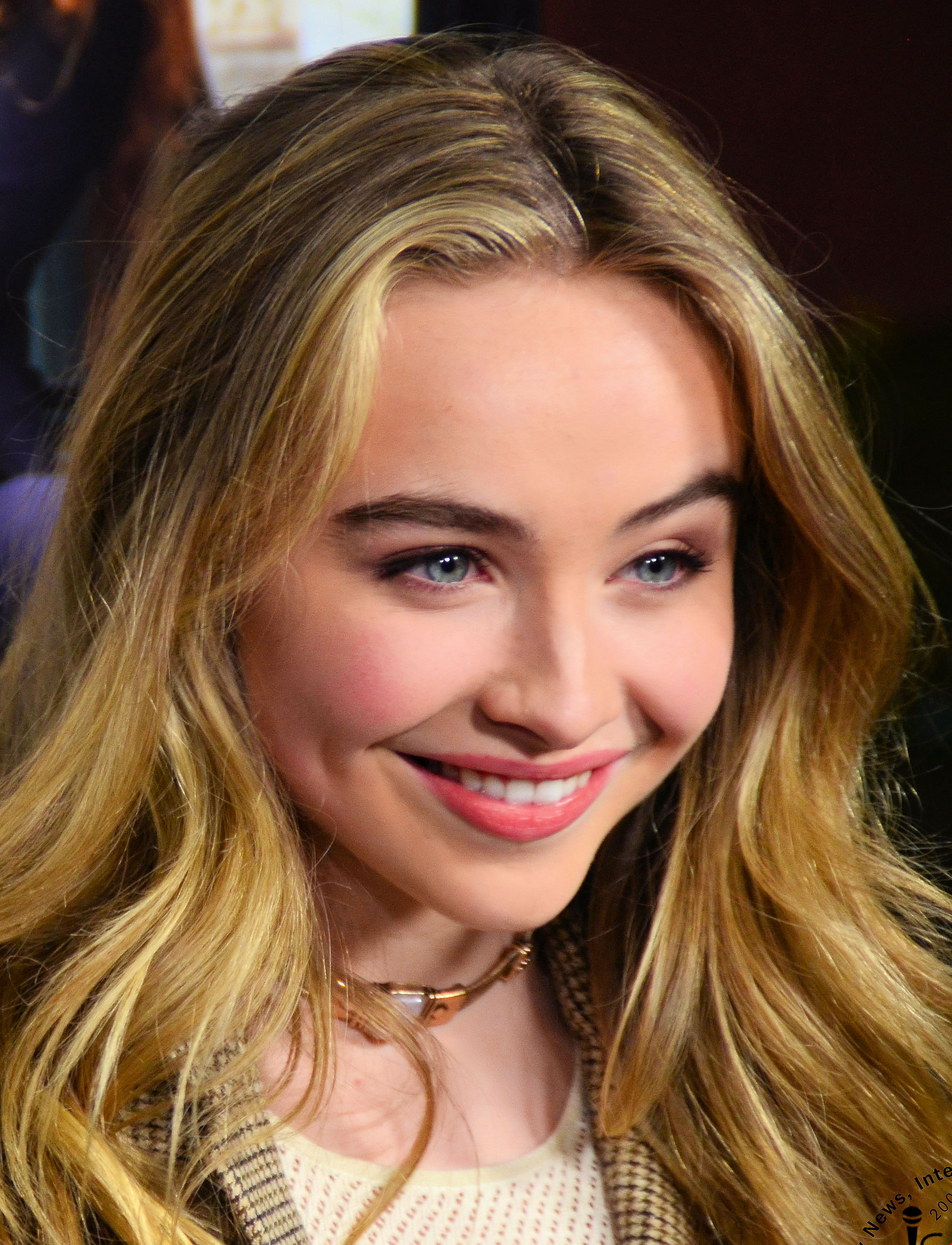
Carpenter en 2015.

En 2014, Carpenter lanzó una carrera musical con el lanzamiento de un sencillo, «Can't Blame a Girl for Trying», que se estrenó en Radio Disney y se lanzó en iTunes. La canción es la canción principal de su EP debut, lanzado en abril de 2014. Carpenter aparece en el tema principal de Girl Meets World, «Take On the World». Interpretó la canción «Stand Out» en la película de Disney Channel How to Build a Better Boy, que se estrenó en agosto de 2014. En julio de 2014, Carpenter contribuyó con la voz principal a la versión de Disney Channel Circle of Stars de «Do You Want to Build a Snowman?».
En enero de 2015, Carpenter lanzó el sencillo principal de su álbum de estudio debut titulado «We'll Be the Stars» y su video musical se lanzó en febrero del mismo año. El álbum de estudio debut de Carpenter, Eyes Wide Open, se lanzaría el 14 de abril de 2015, debutando y alcanzando el puesto 43 en el Billboard 200. Eyes Wide Open pasaría cuatro semanas en el Billboard 200, lo que lo convierte en su álbum más largo en las listas hasta la fecha. Todas las canciones del EP debut de Carpenter se incluirían en el álbum. La canción de apertura y título del álbum «Eyes Wide Open» se lanzaría como el segundo y último sencillo del álbum y su video musical se estrenará en junio de 2015. El 25 de abril de 2015 «We'll Be the Stars» así como «Eyes Wide Open» se presentarían por primera vez en los Radio Disney Music Awards de 2015 donde también ganó un premio en la categoría «Best Crush Song» por su canción «Can't Blame a Girl for Trying». En agosto de 2015, Carpenter hizo una aparición en la D23 Expo interpretando canciones de su álbum debut.
En febrero de 2016, Carpenter lanzó el sencillo independiente titulado «Smoke and Fire» y su video musical se lanzó en marzo del mismo año. «Smoke and Fire» también se presentaría en los Radio Disney Music Awards de 2016.
El 22 de julio de 2016, Carpenter anunció que el sencillo principal de su segundo álbum de estudio titulado «On Purpose»se lanzaría más tarde ese mismo mes. El video musical de «On Purpose» se lanzaría el 12 de agosto de 2016. También el 12 de agosto de 2016, Carpenter encabezaría el festival Musikfest de Belén, donde interpretaría «On Purpose». En septiembre de 2016, Carpenter anunció que su segundo álbum de estudio se titularía Evolution y se lanzaría el 14 de octubre del mismo año. Carpenter también anunció que se embarcaría en su primera gira de conciertos como artista principal titulada Evolution Tour programada para el otoño de 2016. Se lanzaron tres sencillos promocionales del álbum titulado «All We Have Is Love», «Run and Hide» y «Thumbs», y este último se convirtió en el segundo sencillo oficial del álbum. En octubre de 2016, Evolution debutó y alcanzó su punto máximo en el Billboard 200 en el número 28 vendiendo 13 000 copias en su primera semana. «Thumbs» impactaría la exitosa radio contemporánea como el segundo sencillo del álbum el 3 de enero de 2017, y su video musical se lanzaría en febrero del mismo año. Más tarde, Carpenter interpretó «Thumbs» en el Late Late Show with James Corden el 17 de abril de 2017.
Colaboró con The Vamps y Mike Perry en el sencillo «Hands», que se lanzó en mayo de 2017. En el verano de 2017, Carpenter se embarcó en su segunda gira de conciertos como artista principal titulada The De-Tour. Carpenter lanzó el sencillo «Why» en julio de 2017, que llegaría al número 21 en el Billboard Bubbling Under Hot 100 convirtiéndose en su segunda entrada en la lista. En octubre de 2017, Lost Kings lanzó un sencillo llamado «First Love» en el que aparece Carpenter. Carpenter colaboró con Lindsey Stirling en su álbum navideño Warmer in the Winter en la canción «You're a Mean One, Mr. Grinch», que se lanzó en octubre de 2017. En diciembre de 2017, Carpenter lanzó una versión de «Have Yourself a Merry Little Christmas».
En marzo de 2018, Carpenter lanzó un sencillo «Alien» con Jonas Blue. Interpretaron la canción en Jimmy Kimmel Live! ese mes.

### 2018-2020:Singulary otros emprendimientos
A principios de mayo de 2018, Carpenter eliminó todas sus publicaciones en su cuenta de Instagram, lo que provocó que los fanáticos especularan si había nueva música en camino. El 13 de mayo de 2018, Carpenter anunció a través de Twitter que su nuevo sencillo «Almost Love» se lanzaría el 6 de junio de ese mismo año y también anunció una actuación en el iHeartRadio Wango Tango Music Festival 2018. En octubre de 2018, Carpenter continuaría anunciando que su tercer álbum de estudio se titularía Singular: Act I y se lanzaría el 9 de noviembre de 2018. También lanzaría un tráiler del álbum a través de Twitter con varios clips de las canciones que se presentarían en el álbum. Se lanzaron dos sencillos promocionales antes del álbum titulado «Paris» y «Bad Time», el primero de los cuales se lanzó el 24 de octubre y luego tendría su propio video musical. El segundo sencillo oficial del álbum, «Sue Me», se lanzó el mismo día que el álbum el 9 de noviembre de 2018. Carpenter también interpretaría «Sue Me» en The Today Show y Live with Kelly and Ryan en noviembre de 2018.
A principios de 2019, Carpenter aparecería en el sencillo «On My Way» de Alan Walker. En marzo de 2019, Carpenter se embarcó en su tercera gira de conciertos como cabeza de cartel titulada The Singular Tour en la que interpretó dos nuevas canciones tituladas «Pushing 20» y «Exhale». Ese mismo mes, «Pushing 20» se lanzó como el sencillo principal de Singular: Act II, mientras que «Exhale» se lanzaría en mayo de 2019 como el segundo sencillo del álbum. El 6 de junio de 2019, Carpenter dio a conocer la portada del álbum y anunció que el tercer sencillo del álbum se titularía «In My Bed» y su video musical se lanzaría el 28 de junio de 2019. El 5 de julio de 2019, Carpenter actuó en la serie de conciertos de verano de Good Morning America, donde debutó con las actuaciones de «On My Way» e «In My Bed». También interpretó sus canciones «Sue Me», «Why», «Paris». El 11 de julio de 2019, Carpenter lanzó un sencillo promocional titulado «I'm Fakin» antes del lanzamiento del álbum. Singular: Act II se lanzó el 19 de julio de 2019. En julio de 2019, Carpenter comenzó a trabajar en un quinto álbum de estudio.
En febrero de 2020, Carpenter lanzó un sencillo titulado «Honeymoon Fades», seguido de su debut en Broadway en Mean Girls en marzo de 2020. Después de solo dos presentaciones, Mean Girls y muchas otras producciones de Broadway cerraron debido a la pandemia de COVID-19. El 7 de enero de 2021, se anunció que Mean Girls no volvería a abrir, poniendo fin a su carrera en Broadway. En abril de 2020, Carpenter apareció en una versión benéfica de «If the World Was Ending», que apoyó a Médicos sin Fronteras durante la pandemia de COVID-19. En julio de 2020, Carpenter lanzó otro sencillo, «Let Me Move You», de la película de Netflix Work It, en la que también protagonizó y fue productora ejecutiva. En septiembre de 2020, apareció en un remix de la canción de Zara Larsson titulada «Wow». En diciembre de 2020, fue incluida en la lista 30 Under 30 de Forbes en la categoría de Hollywood y entretenimiento.

### 2021-2023:Emails I Can't Sendy giras
En enero de 2021, Carpenter anunció que había firmado con Island Records de Universal Music Group. Su primer sencillo con el nuevo sello discográfico fue «Skin», lanzado el 22 de enero de 2021. La canción debutó en el puesto 48 del Billboard Hot 100, convirtiéndose en su primera entrada en la lista. Carpenter interpretó la canción en The Late Late Show with James Corden y en la 32ª edición anual de los GLAAD Media Awards. En septiembre de 2021, apareció en el tercer volumen del especial de Prime Video, Savage X Fenty Show.
El 9 de septiembre de 2021, Carpenter lanzó «Skinny Dipping», el sencillo principal de su próximo quinto álbum de estudio. Lanzó «Fast Times» el 18 de febrero de 2022 como sencillo de seguimiento. Ese mismo mes apareció en Tall Girl 2. En mayo de 2022, Carpenter apareció en la película de suspenso y comedia dramática Emergency de Amazon Studios, que se estrenó en el Festival de Cine de Sundance de 2022 en enero.
El 15 de julio de 2022, Carpenter lanzó su quinto álbum de estudio, Emails I Can't Send, que debutó y alcanzó el puesto 23 en el Billboard 200 con 18.000 unidades equivalentes a álbumes vendidas, lo que la convierte en su entrada más alta en la lista hasta la fecha. El álbum se promocionó aún más con los sencillos: «Vicious» y «Nonsense». Alcanzando el puesto 56 en el Hot 100, «Nonsense» fue certificado platino por la RIAA, y alcanzó el top 10 en la lista Pop Airplay de Estados Unidos. En agosto de 2022, Carpenter anunció la gira Emails I Can't Send Tour, que comenzó en septiembre de ese año.

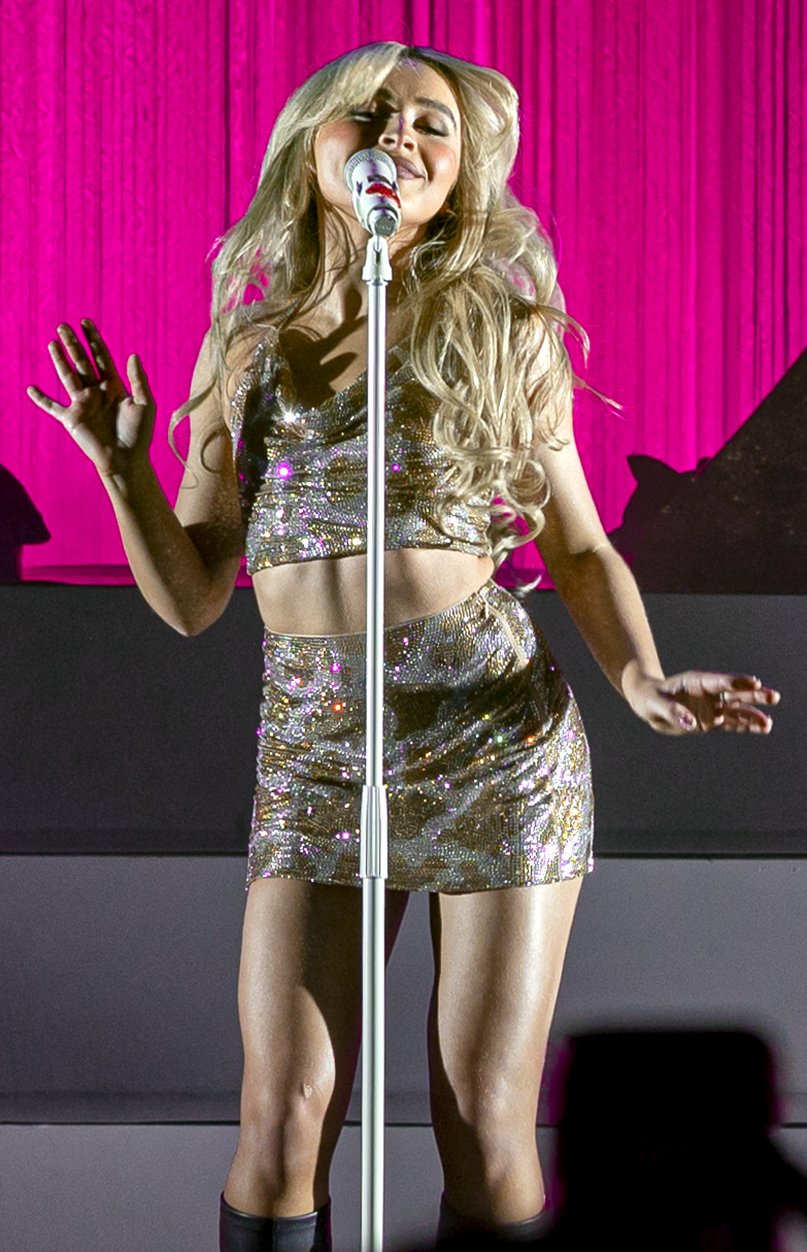
Carpenter actuando en la gira Emails I Can't Send Tour en 2022.

En marzo de 2023, Carpenter lanzó una edición de lujo de Emails I Can't Send. Uno de los bonus tracks, «Feather», se lanzó como último sencillo del álbum en agosto de 2023; alcanzó el puesto número uno en la lista de canciones pop de Estados Unidos y el número 21 en el Hot 100, convirtiéndose en sus canciones con mayor ranking en ambas listas. Interpretó la canción en el pre-show de los MTV Video Music Awards de 2023 y en el New Year's Rockin' Eve 2023 de Dick Clark. En octubre de 2023, el vídeo musical de la canción tuvo una recepción polarizada por sus imágenes filmadas en la Iglesia Católica de la Santísima Virgen María en Brooklyn, Nueva York. Carpenter respondió a la controversia diciendo que se había concedido el permiso por adelantado y añadió que «Jesús era Carpenter».
En junio de 2023, se anunció que Carpenter sería el acto de apertura del Eras Tour de Taylor Swift para varios de sus espectáculos en Latinoamérica, Australia y Singapur a lo largo de 2023 y 2024. Carpenter lanzó una versión de «I Knew You Were Trouble» de Swift (2012) como especial de Spotify y afirmó que abrir para Swift es un «sueño de la infancia hecho realidad». Carpenter describió su experiencia en el Eras Tour como «diferente a cualquier público ante el que haya tocado antes». El 17 de noviembre de 2023, Carpenter lanzó un EP con temática navideña titulado Fruitcake, con «A Nonsense Christmas» que se lanzó un año antes.

### 2024-presente:Short n' Sweety Man's Best Friend
En marzo de 2024, Carpenter apareció en el sencillo «You Need Me Now?» de la cantautora noruega Girl in Red. El 12 de abril de 2024, Carpenter lanzó el sencillo «Espresso». El mismo día, actuó en el 23º Festival de Música y Artes del Valle de Coachella como parte del cartel anunciado. «Espresso» marcó el primer sencillo entre los 10 primeros de la carrera de Carpenter en la lista Hot 100, alcanzando el puesto número tres. El 22 de junio de 2024 lanzó un segundo sencillo, «Please Please Please», que debutó en segunda posición del Billboard Hot 100 y subió hasta la primera posición de la lista, marcando su primer número 1. Posteriormente anunció su sexto álbum de estudio Short n' Sweet el cual se lanzó el 23 de agosto, llegando al primer puesto del Billboard 200 durante 4 semanas no consecutivas. El 14 de febrero de 2025 Carpenter sacó la versión deluxe del álbum.
El 5 de junio de 2025 Sabrina inició una nueva era sacando el sencillo Manchild, el cual debutó en primera posición del Billboard Hot 100 siendo su segunda canción en llegar hasta ese puesto, y la primera que lo hacía en su primera semana. Carpenter anunció su séptimo álbum de estudio, Man's Best Friend, para el día 29 de agosto de 2025.

## Arte

### Estilos musicales
Al principio de su carrera, Carpenter fue descrita como una cantante de «teen pop». Más adelante en su carrera, Carpenter comenzó a abrazar la música pop, con el escritor Barry Pierce de I.D. señalando que después del lanzamiento de Emails I Can't Send, ella «puede reclamar legítimamente el título de estrella del pop en toda regla». Carpenter sintió que su transición de estrella de Disney fue difícil, y Pierce señaló que desde entonces ha tenido más autonomía sobre su trabajo. Carpenter señaló en una entrevista con Vogue que su «música anterior mostraba una faceta de sí misma que no sentía auténtica en ese momento». Su presencia en el escenario también ha sido elogiada y la escritora de Vogue Chelsea Sarabia señaló que «como artista e intérprete, [Carpenter] ejerce toda la gama de expresión humana como si fuera un instrumento propio».
El tipo de voz de Carpenter ha sido identificado como el de una «soprano atractiva». Sus primeros álbumes contenían elementos de música folk pop, acústica, country, electropop y house. Sus álbumes posteriores a Singular: Act I han profundizado en géneros y contenidos líricos «más maduros» que incluyen dance pop, trap, hip hop y R&B. Sobre su sonido, Carpenter señaló que su música tiene «elementos de todo». Carpenter también se ha destacado por su narración dentro de su música.

### Influencias
Carpenter ha citado a Christina Aguilera y Rihanna como sus mayores influencias musicales. Carpenter citó la canción «Beautiful» de Aguilera como la razón por la que ve «las canciones como parte de lo que [ella] podría hacer para mostrar y desarrollar [su] propia voz». También afirmó que admiraba la «confianza y el poder de su voz» de Aguilera. Carpenter también ha citado la música de tipo R&B como una influencia para su trabajo, elogiando «Consideration» de Rihanna por su fluidez. También ha citado a Aretha Franklin, Whitney Houston y Etta James como sus primeras influencias musicales. Se ha inspirado en las composiciones de Taylor Swift y Lorde. Ella citó las presentaciones en vivo y la ética de trabajo de Swift como inspiraciones.

## Discografía
| Álbumes de estudio - Eyes Wide Open (2015) - Evolution (2016) - Singular Act I (2018) - Singular Act II (2019) - Emails I Can't Send (2022) - Short n' Sweet (2024) - Man's Best Friend (2025) | EP - Can't Blame a Girl for Trying (2014) - Pandora Sessions (2017) - Spotify Singles (2018) - Fruitcake (2023) - Espresso EP (2024) - Please Please Please EP (2024) |

## Giras musicales

### Como artista principal
- Evolution Tour (2016-2017)
- The De-Tour (2017)
- Japan Tour (2018)
- Singular Tour (2019)
- Emails I Can't Send Tour (2022-2023)
- Short n' Sweet Tour[161] (2024-2025)

### Festivales (con varios artistas)
- Jingle Ball Tour 2016 (2016)
- Jingle Ball Tour 2017 (2017)[162]
- Jingle Ball Tour 2018 (2018)[163]
- Jingle Ball Tour 2023 (2023)

### Como acto de apertura
- Bridgit Mendler – Summer Tour (2014)
- Ariana Grande - Dangerous Woman Tour (2017)
- The Vamps – UK Arena Tour (2017)
- Taylor Swift – The Eras Tour (2023-2024)

## Filmografía

### Cine
| Año  | Título                             | Rol                     |
| ---- | ---------------------------------- | ----------------------- |
| 2012 | Noobz                              | Brittney                |
| 2013 | Horns                              | Merrin Williams (joven) |
| 2018 | The Hate U Give                    | Hailey                  |
| 2019 | The Short History of the Long Road | Nola Frankel            |
| 2019 | Tall Girl                          | Harper Kreyman          |
| 2020 | Work It                            | Quinn Ackerman          |
| 2020 | Clouds                             | Sammy Brown             |
| 2022 | Tall Girl 2                        | Harper Kreyman          |
| 2022 | Emergency                          | Maddie                  |

### Televisión
| Año       | Título                                      | Rol                     | Notas                                                                     |
| --------- | ------------------------------------------- | ----------------------- | ------------------------------------------------------------------------- |
| 2011      | Law & Order: Special Victims Unit           | Paula                   | Episodio: «Possessed»                                                     |
| 2012      | Phineas and Ferb                            | Sissi (voz)             | Episodios: «What a Croc!» & «Ferb TV»                                     |
| 2012      | Gulliver Quinn                              | Iris                    | Película de televisión                                                    |
| 2012      | The Unprofessional                          | Harper                  | Película de televisión                                                    |
| 2013-2018 | Sofia the First                             | Princesa Vivian (voz)   | Personaje recurrente; 15 episodios                                        |
| 2013      | The Goodwin Games                           | Chloe Goodwin (joven)   | Personaje recurrente; 5 episodios                                         |
| 2013      | Orange Is the New Black                     | Jessica Wedge           | Episodio: «Fucksgiving»                                                   |
| 2013      | Austin & Ally                               | Lucy                    | Episodio: «Moon Week & Mentors»                                           |
| 2014-2017 | Girl Meets World                            | Maya Hart               | Elenco principal                                                          |
| 2015      | Radio Disney Family Holiday                 | Ella misma / Anfitriona | Anfitriona                                                                |
| 2016      | Wander Over Yonder                          | Melodie (voz)           | Episodio: «The Legend»»                                                   |
| 2016      | Walk the Prank                              | Ella misma              | Episodio: «Adventures in Babysitting»                                     |
| 2016      | Adventures in Babysitting                   | Jenny                   | Película original de Disney Channel                                       |
| 2016-2019 | Milo Murphy's Law                           | Melissa Chase (voz)     | Elenco principal                                                          |
| 2017      | Soy Luna                                    | Ella misma              | Invitada especial, serie de TV Disney Channel Latinoamerica (2 episodios) |
| 2017      | The Tonight Show Starring Jimmy Fallon      | Ella misma              | Invitada especial                                                         |
| 2017      | The Late Late Show with James Corden        | Ella misma              | Invitada especial                                                         |
| 2018      | Mickey and the Roadster Racers              | Nina Glitter (voz)      | 1 episodio                                                                |
| 2018      | Jimmy Kimmel Live!                          | Ella misma              | Invitada especial                                                         |
| 2018      | The Late Late Show with James Corden        | Ella misma              | Invitada especial                                                         |
| 2020      | Punk'd                                      | Ella misma              | Episodio: «Rat Trap with Sabrina Carpenter»                               |
| 2020      | The Disney Family Singalong: Volume II      | Ella misma              | Especial de televisión                                                    |
| 2020      | Royalties                                   | Bailey Rouge            | Episodios: «I Hate That I Need You» y «Perfect Song»                      |
| 2024      | A Nonsense Christmas with Sabrina Carpenter | Ella misma              | Anfitriona, especial navideño de TV Netflix                               |

### Series web
| Año  | Título                           | Rol        | Notas                 |
| ---- | -------------------------------- | ---------- | --------------------- |
| 2018 | James Corden's Next James Corden | Ella misma | Publicado en Snapchat |

### Videojuegos
| Año  | Título            | Rol         | Notas                                             |
| ---- | ----------------- | ----------- | ------------------------------------------------- |
| 2011 | Just Dance Kids 2 | Entrenadora | Canción: «I'm a Gummy Bear (The Gummy Bear Song)» |

## Premios y nominaciones
| Año  | Premio                          | Categoría                     | Trabajo nominado                            | Resultado | ref     |
| ---- | ------------------------------- | ----------------------------- | ------------------------------------------- | --------- | ------- |
| 2015 | Radio Disney Music Awards       | Mejor canción crush           | «Can't Blame a Girl for Trying»             | Ganadora  | [ 167 ] |
| 2016 | Radio Disney Music Awards       | Mejor himno                   | « Eyes Wide Open»                           | Ganadora  | [ 168 ] |
| 2017 | Radio Disney Music Awards       | Mejor canción crush           | «On Purpose»                                | Nominada  | [ 169 ] |
| 2018 | Radio Disney Music Awards       | Mejor canción crush           | «Why»                                       | Nominada  | [ 170 ] |
| 2019 | iHeartRadio Music Awards        | Mascota más linda             | Goodwin                                     | Nominada  | [ 171 ] |
| 2024 | iHeartRadio Music Awards        | Mejores Letras                | «Nonsense»                                  | Nominado  |         |
| 2024 | iHeartRadio Music Awards        | Mejor Estilo de Gira Favorito | Sabrina Carpenter                           | Nominado  |         |
| 2024 | MTV Video Music Awards          | Canción del Año               | «Espresso»                                  | Ganadora  |         |
| 2024 | Grammy Awards                   | Sabrina Carpenter             | Mejor artista nuevo                         | Nominada  |         |
| 2024 | Grammy Awards                   | Short n' Sweet                | Álbum del Año                               | Nominada  |         |
| 2024 | Grammy Awards                   | Short n' Sweet                | Mejor Álbum de Pop Vocal                    | Ganadora  |         |
| 2024 | Grammy Awards                   | Short n' Sweet                | mejor producción de álbum, no clásica       | Nominada  |         |
| 2024 | Grammy Awards                   | «Espresso»                    | Grabación del Año                           | Nominada  |         |
| 2024 | Grammy Awards                   | «Espresso»                    | Mejor Interpretación Vocal Pop Solista      | Ganadora  |         |
| 2024 | Grammy Awards                   | «Espresso»                    | Mejor Grabación de Remezcla, no clásica     | Ganadora  |         |
| 2024 | Grammy Awards                   | «Please Please Please»        | Canción del Año                             | Nominada  |         |
| 2025 | Nickelodeon Kids' Choice Awards | Canción del año               | «Taste»                                     | Ganadora  | [ 172 ] |
| 2025 | Nickelodeon Kids' Choice Awards | Colaboración del año          | «Please Please Please» junto a Dolly Parton | Nominados | [ 172 ] |